# Пікуй (ботанічний заказник)
Піку́й — ботанічний заказник місцевого значення в Україні. Розташований у межах Воловецького району Закарпатської області, на захід від села Біласовиця. 
Площа 425,3 га. Статус надано згідно з рішенням Закарпатського облвиконкому від 07.03.1990 року, № 55. Перебуває у віданні ДП «Воловецьке ЛГ» (Пашківське, Нижньоворітське та Підполозьське лісництва). 
Створений з метою охорони частини лісового масиву, що розташований на східних та південних схилах гори Пікуй. Зростає букове рідколісся з залишками фрагментів букового криволісся. На території заказника виявлені цінні види рослин — ломикамінь живучий та молодило гірське, занесені до Червоної книги України. 

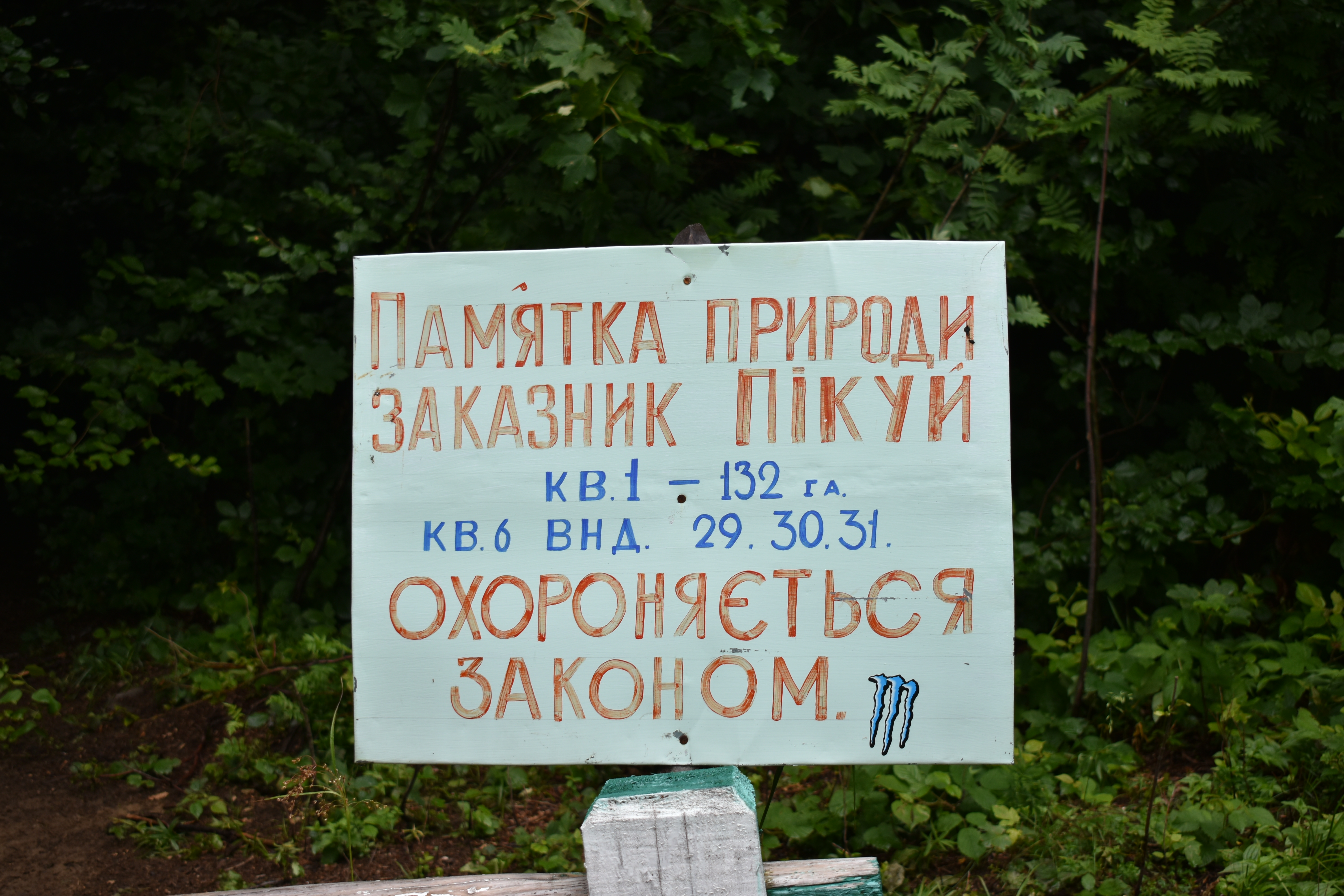
Таблиця про пам'ятку природи
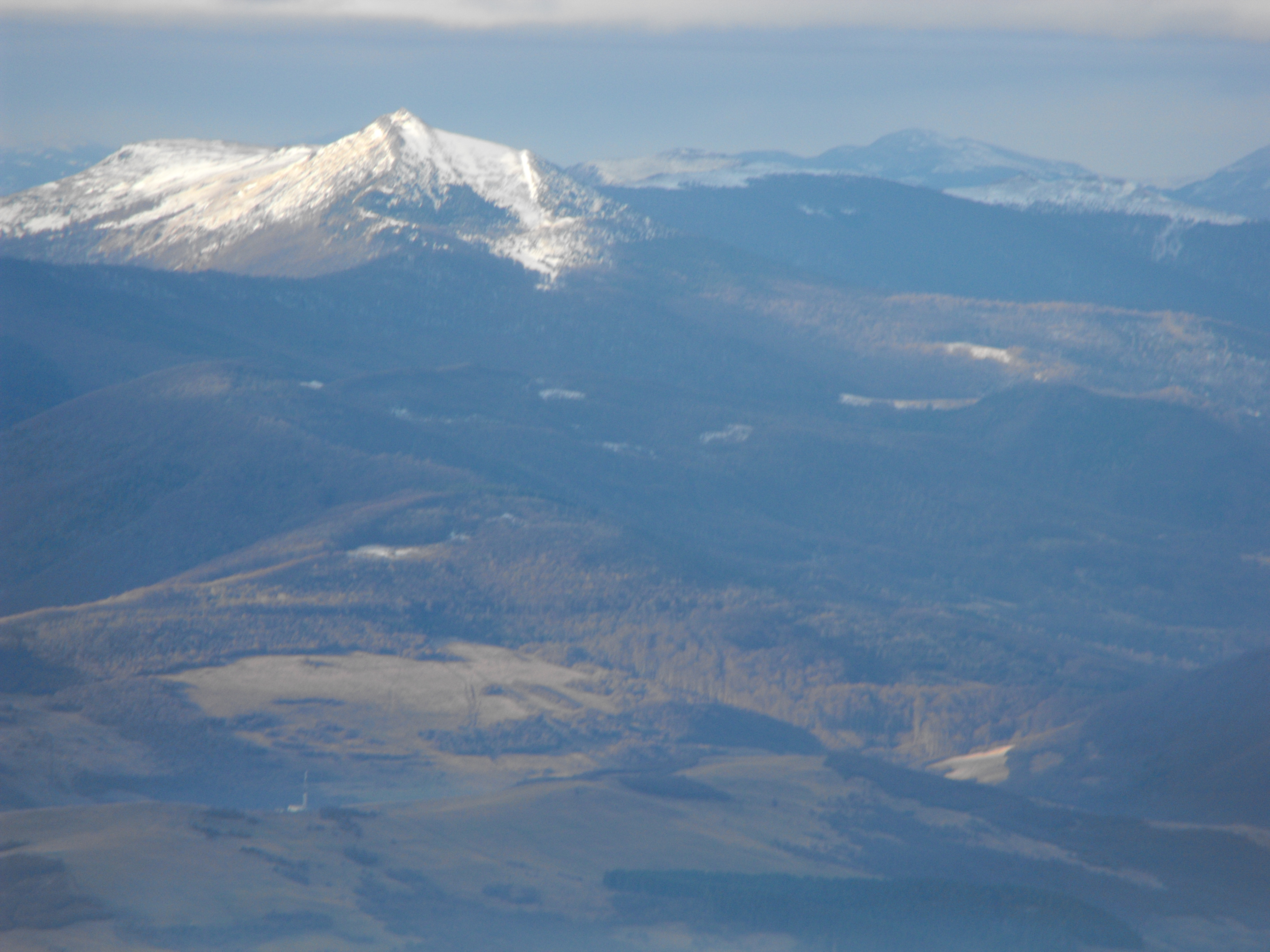
Краєвид на заказник із хребта Боржава
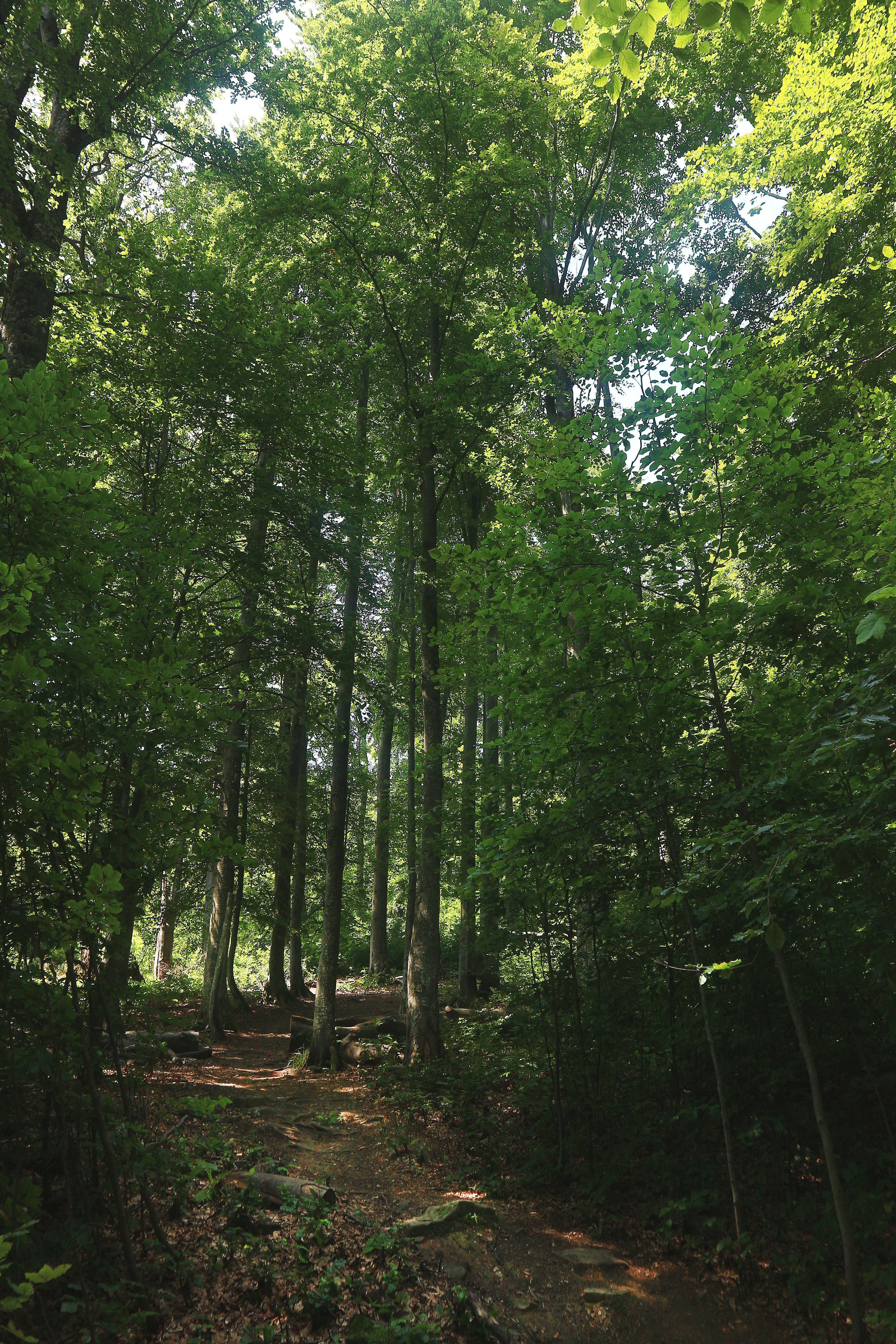
Ліс
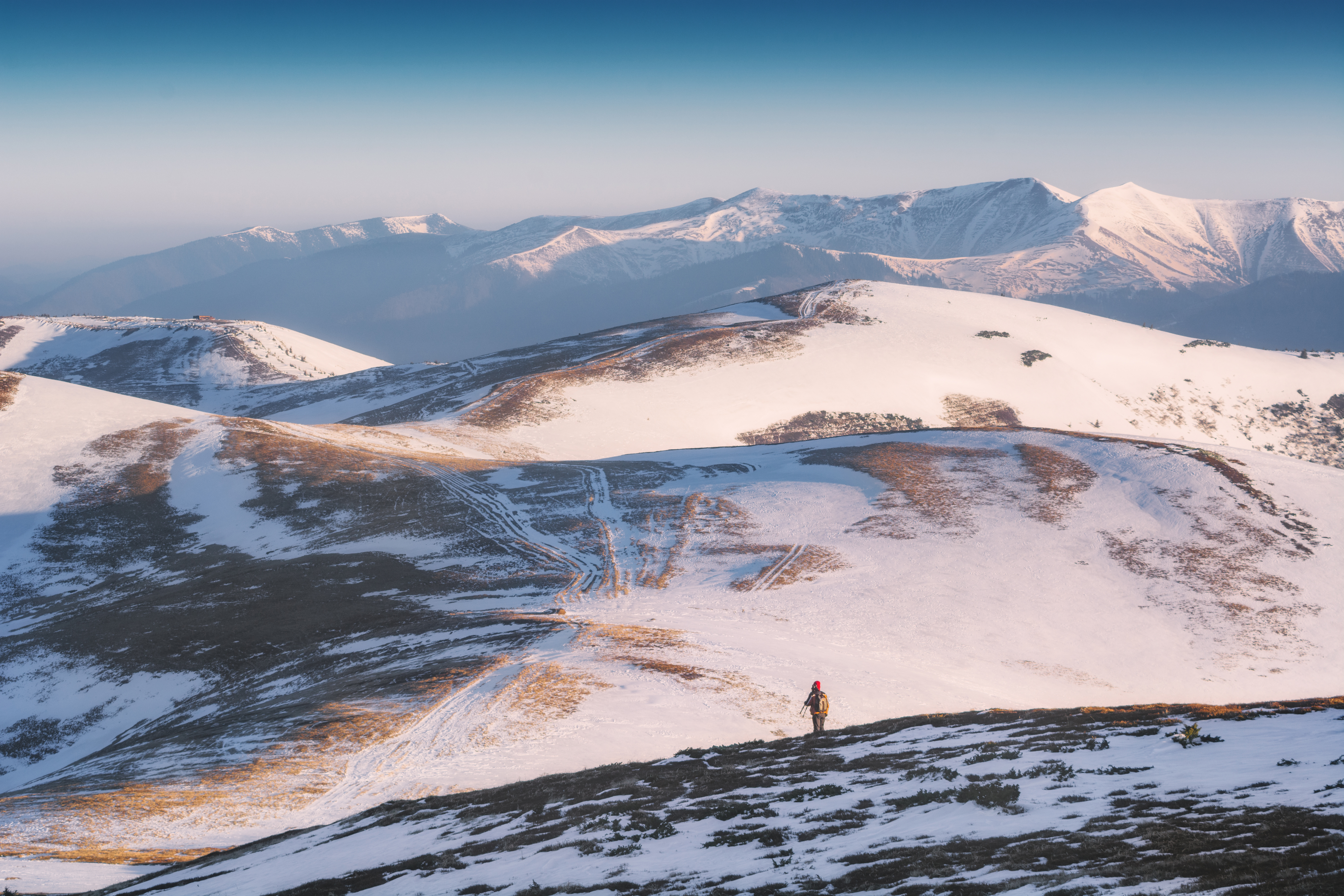
Пікуй з полонини Красна взимку
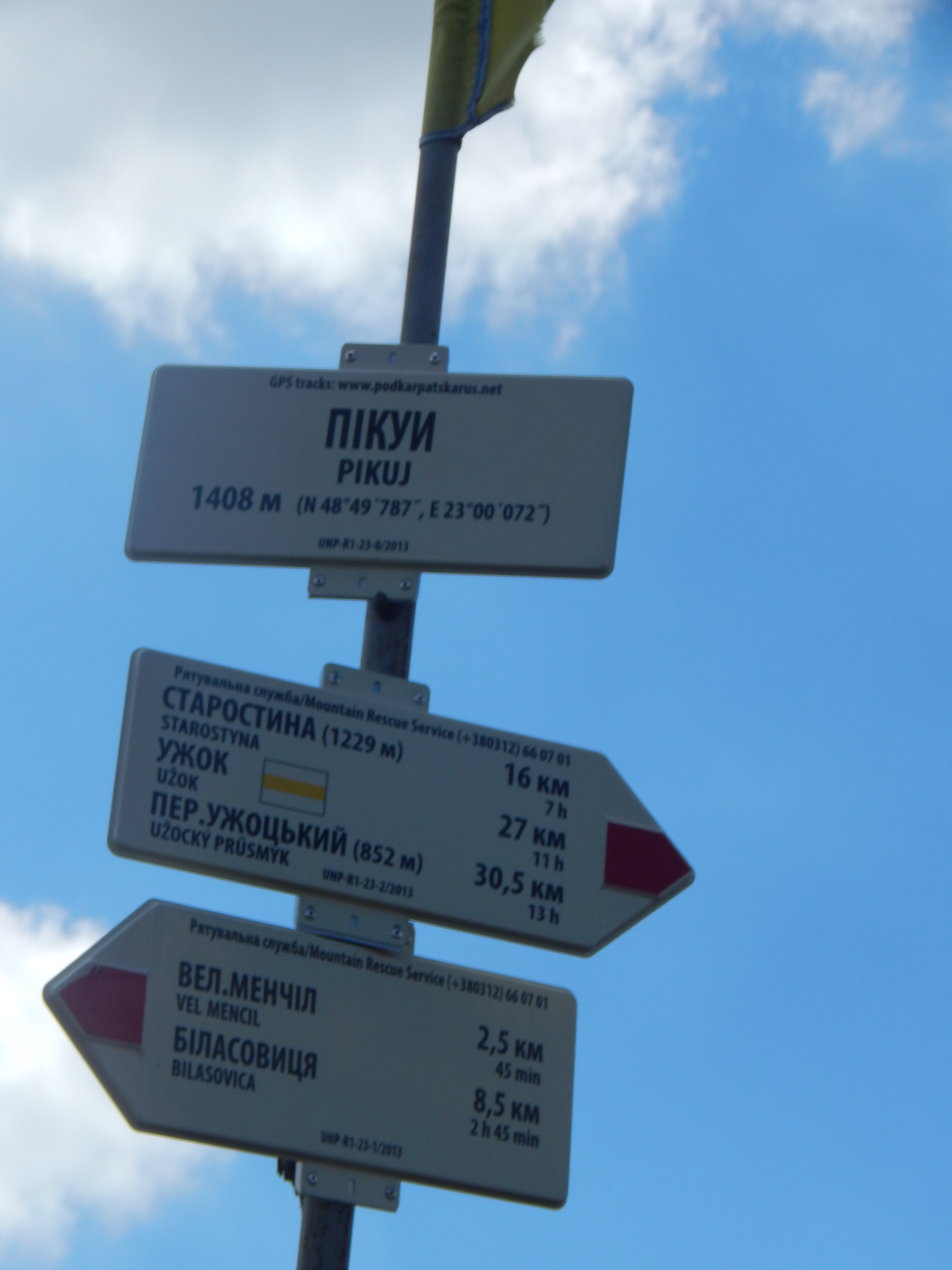
Покажчик про Пікуй та сусідні вершини
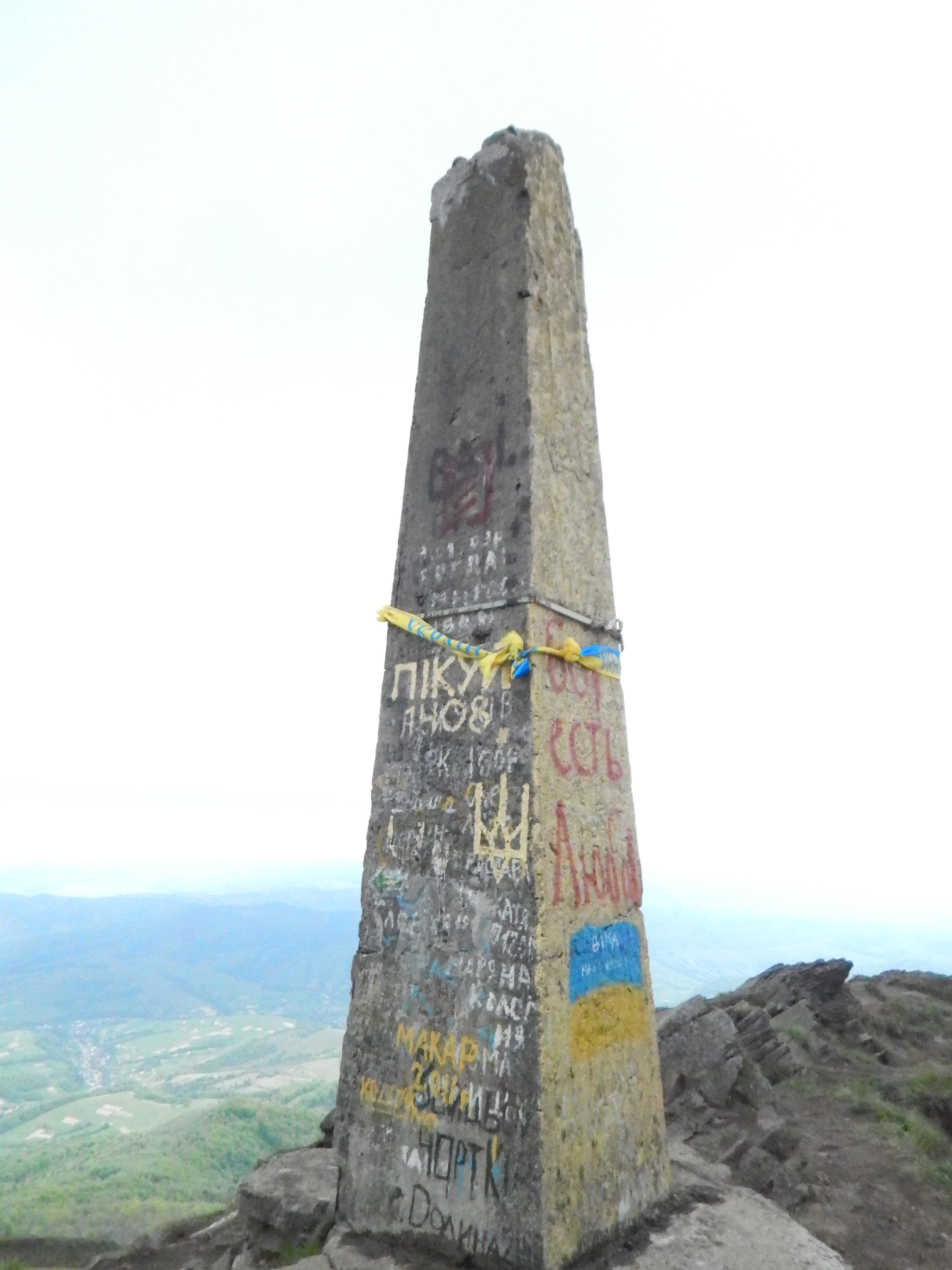
Постамент із графіті